# 全国喫茶飲食生活衛生同業組合連合会
全国喫茶飲食生活衛生同業組合連合会（ぜんこくきっさいんしょくせいかつえいせいどうぎょうくみあいれんごうかい、全喫飲連）は全国28都道府県に存在する喫茶飲食生活衛生同業組合の全国組織。

## 沿革
1957年（昭和32年）6月「環境衛生関係営業の運営の適正化に関する法律」が施行された。
同法に基づき都道府県ごとの組合の中央連合体として1966年（昭和41年）厚生大臣（現厚生労働大臣）より認可された団体である。

## 概要
各都道府県の会員数の総計は10000を超える喫茶飲食業界としては最大の団体である。

## 子団体
- 北海道喫茶飲食生活衛生同業組合
- 宮城県喫茶飲食生活衛生同業組合
- 山形県喫茶飲食生活衛生同業組合
- 福島県喫茶飲食生活衛生同業組合
- 埼玉県喫茶飲食生活衛生同業組合
- 東京都喫茶飲食生活衛生同業組合
- 神奈川県喫茶飲食生活衛生同業組合
- 富山県喫茶飲食生活衛生同業組合
- 福井県喫茶飲食業生活衛生同業組合
- 岐阜県喫茶飲食生活衛生同業組合
- 愛知県喫茶飲食生活衛生同業組合
- 三重県喫茶飲食生活衛生同業組合
- 滋賀県喫茶飲食業生活衛生同業組合
- 京都府喫茶飲食生活衛生同業組合
- 大阪府喫茶飲食生活衛生同業組合
- 兵庫県喫茶飲食生活衛生同業組合
- 岡山県喫茶飲食生活衛生同業組合
- 広島県喫茶飲食生活衛生同業組合
- 愛媛県喫茶業生活衛生同業組合
- 高知県喫茶飲食生活衛生同業組合
- 福岡県喫茶飲食生活衛生同業組合
- 大分県喫茶飲食生活衛生同業組合
- 鹿児島県喫茶飲食生活衛生同業組合